# Казунина, Виктория Юрьевна
Виктория Юрьевна Казунина (род. 24 августа 1970, Ленинград) — российская дзюдоистка, чемпионка и призёр чемпионатов России, призёр чемпионата мира, чемпионка мира среди военнослужащих, победительница Всемирных игр военнослужащих, мастер спорта России международного класса. Чемпионка мира по сумо. Призёр чемпионата Европы среди ветеранов по дзюдо. Первая россиянка — призёр чемпионата мира по дзюдо.

## Спортивные результаты
- Чемпионат СНГ по дзюдо среди женщин —  (до 72 кг);
- Чемпионат СНГ по дзюдо среди женщин —  (абсолютная категория);
- Чемпионат России по дзюдо 1992 года —  (свыше 72 кг);
- Чемпионат России по дзюдо 1992 года —  (абсолютная);
- Чемпионат России по дзюдо 1993 года —  (до 72 кг);
- Чемпионат России по дзюдо 1993 года —  (абсолютная);
- Чемпионат России по дзюдо 1994 года —  (до 72 кг);
- Чемпионат России по дзюдо 1995 года —  (до 72 кг);
- Чемпионат России по дзюдо 1996 года —  (до 72 кг);
- Чемпионат России по дзюдо 1996 года —  (абсолютная);
- Чемпионат России по дзюдо 1997 года —  (абсолютная);
- Чемпионат России по дзюдо 1998 года —  (до 78 кг);

## Награды
- Медаль ордена «За заслуги перед Отечеством» I степени (12 октября 2022) — за вклад в развитие физической культуры и популяризацию отечественного спорта[3]